# Konstantinos Kanaris
Konstantinos Kanaris, v slovenščini tudi Konstantin Kanaris (grško: Κωνσταντίνος Κανάρης), grški admiral in politik, * 1790, Psara, † 1877, Atene.

## Odlikovanja in priznanja
Grška odlikovanja:
- Τάγμα του Σωτήρος: Veliki križ (Kraljevina Grčija)

Tuja odlikovanja:
- Guelphen-Orden: Vitez velikega križa (Kraljevina Hannover)
- Dannebrogordenen: Veliki križ (Kraljevina Danska)